# Michael Laube
Michael Laube (* 17. März 1955 in Coburg) ist ein deutscher Maler und Installationskünstler.

## Biographie
- 1977–1982: Studium der Nachrichtentechnik, Universität Karlsruhe
- 1982–1985: Kunstpädagogikstudium, PH Heidelberg
- 1986–1994: Studium der Malerei, Hochschule der Künste Berlin, Meisterschüler bei Georg Baselitz

- lebt und arbeitet in Berlin

## Auszeichnungen
- 1989: Preis der Darmstädter Sezession für junge Kunst
- 1989: Kunstpreis Zweibrücken, Kunstverein Zweibrücken
- 1995: Karl - Hofer - Stipendium, Berlin[1]

## Künstlerisches Werk
Die gegen Ende der neunziger Jahre entstandenen Wandarbeiten von Michael Laube stehen unter dem Einfluss der Farbfeldmalerei. Sie zeigen sein Bestreben, eine räumliche Malerei zu entwickeln. Dabei ordnete er Farben auf transparentem Acrylglas dreidimensional an und konzentrierte sich damit nicht ausschließlich auf die räumliche Farbwirkung wie Barnett Newman und Mark Rothko es taten.
Ab 2000 ist sein Werk, ausgehend von der Malerei, von der Auseinandersetzung mit der Architektur geprägt. In diesem Zuge entstanden unter anderem Arbeiten, welche gegenständliche Architekturfragmente zeigen. Der Schwerpunkt lag hierbei nicht vordergründig auf dem Raumthema. Es ging vielmehr um das Lesbarmachen von Architektur. Dieser Entwicklungsrichtung war Michael Laube jedoch nur kurzzeitig gefolgt. 
Seit 2003 entstanden Arbeiten, die eine ganz neue Qualität in seiner Auseinandersetzung mit der Architektur brachten. Dabei entstanden Werke, welche den Raum nicht allein zum Thema haben, sondern ihn auch gänzlich einnehmen. Zwar wurden diese Arbeiten für konkrete Räume geschaffen und nehmen architektonische Bezüge des jeweiligen Ortes auf – dennoch handelt es sich stets auch um autonome Werke. Sie repräsentieren die formale Auseinandersetzung mit dem Raum. In der Arbeit „Raum 9“ (2005) schuf Michael Laube Installationen, welche sich von Architektur nunmehr einzig durch das Fehlen jeglicher Funktionalität und Zweckmäßigkeit unterscheiden.
Wie Donald Judd, in dessen Tradition die Arbeiten des Künstlers stehen, hat Michael Laube den Raum als seinen primären Aktionsbereich definiert. Und wie bei Donald Judd erschließen sich die Werke nicht zuletzt durch Perspektivwechsel. So wie der Betrachter seinen Standpunkt, seine Perspektive zum Objekt verändert, so wandelt sich auch das Objekt in seinem Verhältnis zum Betrachter.

## Einzelausstellungen (Auswahl)
- "Even/Bent", Kuckei + Kuckei, Berlin 2016
- "Raum 14", Emsdetter Kunstverein, Emsdetten 2013
- "Raum 15", Kunstverein Münsterland, Coesfeld 2013
- "Stray Light", Kuckei + Kuckei, Berlin 2012
- "Geschichtet", Galerie Lausberg, Düsseldorf 2011
- "Space Reloaded", KunstHalle Cloppenburg 2010
- "Michael Laube ", Galerie Kuckei + Kuckei, Berlin 2009
- "the solo project", St. Jakobshalle Basel 2009
- Lausberg Contemporary, Toronto 2008
- Galerie Kuckei + Kuckei, Berlin 2006
- "Raum 9", Overbeck-Gesellschaft, Lübeck 2005
- Galerie Robert Drees, Hannover 2005
- Galerie Kuckei + Kuckei, Berlin 2004
- "Raum 7", Kunstverein Konstanz, Konstanz 2003
- "Raum 8", Kunstverein Friedrichshafen, Friedrichshafen 2003
- Galerie Kuckei + Kuckei, Berlin 2002

## Gruppenausstellungen (Auswahl)
- Galerie M.P. Visser, KL-S' Hertogenbosch (NL) 2013
- "Spiel-Zeuge", Freshfields, Bruckhaus, Deringer, München 2012
- "KunstStoff", Galerie DIS, Maastricht (NL) 2012
- "The Thaw", Lausberg Contemporary, Toronto (CAN) 2011
- "Beyond Painting", Lausberg Contemporary, Toronto (CAN) 2010
- "shifting", Galerie Robert Drees, Hannover 2009
- Die Farbe Bunt", Lausberg Contemporary, Düsseldorf 2009
- "Kunst im kleinen Format 2009", Overbeck Gesellschaft, Lübeck 2009
- "Best of Lausberg Contemporary", Galerie Bernd A. Lausberg, Toronto (CAN), 2009
- "Gegenstandslos", Gesellschaft für Kunst und Gestaltung e. V., Bonn 2008
- "Tower/Lights", Kunstallianz 1, Berlin 2006
- "Colors and Stripes", Galerie Drees, Hannover 2004
- "Junger Sommer", Galerie Exner, Wien 2004
- "don", Chinati Foundation, Marfa-Texas 2002
- Kunstsalon Wolfsberg, Zürich 2001
- "Sommerausstellung", Galerie Kuckei + Kuckei, Berlin 2001

## Kunst am Bau
- "Mein Schiff 3", TUI Cruises, 2013
- "Raum der Stille", Marienschule Potsdam, 2013
- "Haus Schneider", Hannover, 2011
- "Haus Wittig", Zürich, 2010
- Volksfürsorge, Hamburg, 2007
- Kanzlei Kübler, Dresden, 2006